# Buteo socotraensis
Buteo socotraensis — вид птиц из семейства ястребиных. Подвидов не выделяют.

## Таксономия
Иногда рассматриваются как подвид Buteo buteo.

## Распространение
Обитают на острове Сокотра (территория Йемена). Миграций, по имеющимся данным, не совершают.

## Описание
Длина тела около 50 см, вес 500—1000 г. Крылья относительно короткие, компактные. Корона и верхние части тела коричневые. Хвост бледно-серый, часто с имбирным оттенком. Клюв чёрно-серый. Ноги светло-желтые, когти тёмные. Самцы и самки внешне похожи.

## Биология
Хищные птицы. Так как млекопитающих на Сокотре немного, считается, что представители вида питаются рептилиями и беспозвоночными, а возможно, также птенцами и падалью. В кладке 1-3 яйца.